# Elecciones generales de Lesoto de 2007
Las elecciones generales de Lesoto tuvieron lugar el 17 de febrero de 2007. Con el visto bueno del primer ministro Pakalitha Mosisili, el rey Letsie III disolvió el parlamento el 24 de noviembre de 2006 fijando las elecciones para febrero. Originalmente, las elecciones debían haberse celebrado en abril o mayo de 2007. El adelanto electoral estaría justificado en la fragilidad de la mayoría gobernante, tras la escisión de 18 diputados, dirigidos por Tom Thabane, que en octubre de 2006 crearon un nuevo partido opositor, Convención de Todos los Basotos. Los resultados finales otorgaron 62 diputados al oficialista Congreso por la Democracia de Lesoto, lo que significó una nueva mayoría absoluta, pero sumamente ajustada en comparación a sus anteriores victorias, con tan solo tres escaños por encima de la mayoría simple.

## Antecedentes
Las elecciones de 1998 se celebraron con un sistema de circunscripciones uninominales, que otorgaron 79 escaños de 80 al nuevo partido creado por el primer ministro Mosisili, el Congreso por la Democracia de Lesoto (LCD). La oposición acusó al gobierno de pucherazo y el país estalló en disturbios obligando a Sudáfrica y a Botsuana a enviar 600 y 300 soldados respectivamente para mantener la paz. Thabane, entonces ministro de exteriores, aseguró que el propio gobierno había pedido la intervención militar. Entre tanto, una comisión electoral surafricana afirmó que había habido irregularidades pero no tantas como para invalidar la votación.
Para las siguientes elecciones se modificó el sistema electoral, añadiendo 40 diputados al parlamento, que serían elegidos mediante un sistema proporcional . De este modo, aunque el oficialista LCD mantuvo sus 79 escaños, el opositor Partido Nacional de Basoto (BNC) obtuvo 21 escaños proporcionales. Los observadores internacionales declararon las elecciones limpias y transparentes. Este sistema, que permitía un parlamento más representativo, se mantuvo para las elecciones de 2007.

## Resultados y reacciones
Las elecciones estuvieron marcadas por la aparición del nuevo partido de Thabane, prometiéndose unas elecciones disputadas. Thabane prometió acabar con la pobreza, el desempleo y la corrupción. Por su parte, Mosisili acusó al ABC de funcionar junto con elementos extranjeros para provocar la desestabilización del país. Otros partidos opositores, como el Basutoland African Congress expresaron su preocupación de que el partido dirigente y la comisión electoral controlaran el recuento en favor del LCD.
Finalmente el LCD pudo mantener su mayoría absoluta, obteniendo 62 diputados, por 21 del emergente Partido Nacional Independiente, 17 del ABC, 10 del Partido de los Trabajadores de Lesoto y otros diez escaños repartidos entre seis grupos políticos. Los observadores internacionales aseguraron que las elecciones habían sido justas, aunque Thabane cuestionó el resultado de las elecciones.
| Partido                                | Constitución | Constitución | Constitución | RP      | RP   | RP      | Escaños | Escaños |
| Partido                                | Votos        | %            | Escaños      | Votos   | %    | Escaños | Total   | +/–     |
| -------------------------------------- | ------------ | ------------ | ------------ | ------- | ---- | ------- | ------- | ------- |
| Congreso por la Democracia de Lesoto   |              |              | 62           | –       | –    | –       | 62      | –15     |
| Partido Nacional Independiente         |              |              | 0            | 229,602 |      | 21      | 21      | +16     |
| Convención de Todos los Basotos        |              |              | 17           | –       | –    | –       | 17      | +17     |
| Partido de los Trabajadores de Lesoto  |              |              | 0            | 107,463 |      | 10      | 10      | +9      |
| Partido Nacional Basoto                |              |              | 0            | 29,965  |      | 3       | 3       | –18     |
| Alianza de Partidos del Congreso       |              |              | 1            | 20,263  |      | 1       | 2       | –6      |
| Frente Popular para la Democracia      |              |              | 0            | 15,477  |      | 1       | 1       | ±0      |
| Partido del Congreso de Basutolandia   |              |              | 0            | 9,823   |      | 1       | 1       | –2      |
| Partido Democrático Nacional Basoto    |              |              | 0            | 8,783   |      | 1       | 1       | +1      |
| Partido Democrático Basoto Bato        |              |              | 0            | 8,474   |      | 1       | 1       | +1      |
| Partido de la Libertad Marematlou      |              |              | 0            | 9,129   |      | 1       | 1       | ±0      |
| Nuevo Partido de la Libertad de Lesoto |              |              | 0            | 3,984   |      | 0       | 0       | ±0      |
| Vacante                                | –            | –            | 1            | –       | –    | –       | –       | –       |
| Total                                  |              |              | 80           | 442,963 | 100  | 40      | 120     | 0'      |
| Votantes registrados/participación     |              |              | –            | 916,230 | 50.2 | –       | –       | –       |
| Fuente: EISA                           |              |              |              |         |      |         |         |         |